# Eliseo Salazar
Eliseo Salazar Valenzuela (* 14. November 1954 in Santiago de Chile) ist ein ehemaliger chilenischer Automobilrennfahrer. Er bestritt zwischen 1981 und 1983 24 Formel-1-Rennen und holte drei WM-Punkte.

## Karriere
Salazar war nach Juan Zanelli der zweite Chilene, der im Grand-Prix-Sport an den Start ging. Er sorgte für eine der bekanntesten Szenen in der Geschichte der Formel 1. Beim Großen Preis von Deutschland in Hockenheim im Jahre 1982 kollidierte er mit dem führenden Nelson Piquet, als ihn dieser überrunden wollte. Beide Autos waren danach nicht mehr fahrbereit, der um seine Siegchancen gebrachte Piquet prügelte vor laufenden Kameras auf Salazar ein.
Eliseo Salazar startete nach dem Ende seiner Karriere in der Formel 1 in der amerikanischen Indy Racing League. Nach einem schweren Unfall im Jahr 2002 bei einer Testfahrt wandte er sich Sportwagen- und Rallyerennen zu. Im Jahr 2009 nahm er mit einem McRae-Prototypen zum ersten Mal an der Rallye Dakar teil. Seit 2010 ist er Teamkollege von Robby Gordon und fährt wie dieser ebenfalls einen umgebauten Hummer H3.

## Statistik

### Statistik in der Formel-1-Weltmeisterschaft

#### Gesamtübersicht
| Saison | Team                  | Chassis      | Motor                    | Rennen | Siege | Zweiter | Dritter | Poles | schn. Rennrunden | Punkte | WM-Pos. |
| ------ | --------------------- | ------------ | ------------------------ | ------ | ----- | ------- | ------- | ----- | ---------------- | ------ | ------- |
| 1981   | March Grand Prix Team | March 811    | Ford Cosworth DFV 3.0 V8 | 1      | –     | –       | –       | –     | –                | –      | 18.     |
| 1981   | Ensign Racing         | Ensign N180B | Ford Cosworth DFV 3.0 V8 | 8      | –     | –       | –       | –     | –                | 1      | 18.     |
| 1982   | Team ATS              | ATS D5       | Ford Cosworth DFV 3.0 V8 | 13     | –     | –       | –       | –     | –                | 2      | 22.     |
| 1983   | RAM Racing Team March | RAM 01       | Ford Cosworth DFV 3.0 V8 | 2      | –     | –       | −       | –     | –                | –      | 32.     |
| Gesamt | Gesamt                | Gesamt       | Gesamt                   | 24     | –     | –       | –       | –     | –                | 3      |         |

#### Einzelergebnisse
| Saison | 1   | 2   | 3   | 4   | 5    | 6   | 7   | 8   | 9   | 10  | 11  | 12  | 13  | 14  | 15  | 16 |
| ------ | --- | --- | --- | --- | ---- | --- | --- | --- | --- | --- | --- | --- | --- | --- | --- | -- |
| 1981   |     |     |     |     |      |     |     |     |     |     |     |     |     |     |     |    |
| DNQ    | DNQ | DNQ | DNF | DNQ | DNPQ | 14  | DNF | DNQ | NC  | DNF | 6   | DNF | DNF | DNF |     |    |
| 1982   |     |     |     |     |      |     |     |     |     |     |     |     |     |     |     |    |
| 9      | DNF | DNF | 5   | DNF | DNF  | DNF | DNF | 13  | DNQ | DNF | DNF | DNQ | 14  | 9   | DNQ |    |
| 1983   |     |     |     |     |      |     |     |     |     |     |     |     |     |     |     |    |
| 15     | DNF | DNQ | DNQ | DNQ | DNQ  |     |     |     |     |     |     |     |     |     |     |    |

| Legende  | Legende            | Legende                                                          |
| Farbe    | Abkürzung          | Bedeutung                                                        |
| -------- | ------------------ | ---------------------------------------------------------------- |
| Gold     | –                  | Sieg                                                             |
| Silber   | –                  | 2. Platz                                                         |
| Bronze   | –                  | 3. Platz                                                         |
| Grün     | –                  | Platzierung in den Punkten                                       |
| Blau     | –                  | Klassifiziert außerhalb der Punkteränge                          |
| Violett  | DNF                | Rennen nicht beendet (did not finish)                            |
| Violett  | NC                 | nicht klassifiziert (not classified)                             |
| Rot      | DNQ                | nicht qualifiziert (did not qualify)                             |
| Rot      | DNPQ               | in Vorqualifikation gescheitert (did not pre-qualify)            |
| Schwarz  | DSQ                | disqualifiziert (disqualified)                                   |
| Weiß     | DNS                | nicht am Start (did not start)                                   |
| Weiß     | WD                 | zurückgezogen (withdrawn)                                        |
| Hellblau | PO                 | nur am Training teilgenommen (practiced only)                    |
| Hellblau | TD                 | Freitags-Testfahrer (test driver)                                |
| ohne     | DNP                | nicht am Training teilgenommen (did not practice)                |
| ohne     | INJ                | verletzt oder krank (injured)                                    |
| ohne     | EX                 | ausgeschlossen (excluded)                                        |
| ohne     | DNA                | nicht erschienen (did not arrive)                                |
| ohne     | C                  | Rennen abgesagt (cancelled)                                      |
| ohne     | keine WM-Teilnahme |                                                                  |
| sonstige | P/fett             | Pole-Position                                                    |
| sonstige | 1/2/3/4/5/6/7/8    | Punktplatzierung im Sprint-/Qualifikationsrennen                 |
| sonstige | SR/kursiv          | Schnellste Rennrunde                                             |
| sonstige | *                  | nicht im Ziel, aufgrund der zurückgelegten Distanz aber gewertet |
| sonstige | ()                 | Streichresultate                                                 |
| sonstige | unterstrichen      | Führender in der Gesamtwertung                                   |

### Le-Mans-Ergebnisse
| Jahr | Team                | Fahrzeug       | Teamkollege    | Teamkollege       | Platzierung | Ausfallgrund     |
| ---- | ------------------- | -------------- | -------------- | ----------------- | ----------- | ---------------- |
| 1982 | Dome Co. Ltd.       | Dome RC82      | Chris Craft    |                   | Ausfall     | Aufhängung       |
| 1983 | Dome Racing         | March RC82     | Chris Craft    | Nick Mason        | Ausfall     | Kupplungsschaden |
| 1988 | Spice Engineering   | Spice SE88C    | Almo Coppelli  | Thorkild Thyrring | Ausfall     | Motorschaden     |
| 1989 | Silk Cut Jaguar     | Jaguar XJR-9LM | Michel Ferté   | Alain Ferté       | Rang 8      |                  |
| 1990 | Silk Cut Jaguar     | Jaguar XJR-12  | Michel Ferté   | Davy Jones        | Ausfall     | Motorschaden     |
| 1997 | Pacific Racing Ltd. | BRM P301       | Harri Toivonen | Jesús Pareja      | Ausfall     | Motorschaden     |

### Sebring-Ergebnisse
| Jahr | Team              | Fahrzeug           | Teamkollege   | Teamkollege | Platzierung | Ausfallgrund |
| ---- | ----------------- | ------------------ | ------------- | ----------- | ----------- | ------------ |
| 2003 | The Racer’s Group | Porsche 911 GT3-RS | Kevin Buckler | Jim Pace    | Rang 21     |              |